# Helma Ton
W.H.C. (Helma) Ton (1958) is een Nederlands politica van GroenLinks.
Ton studeerde Italiaans en kunstgeschiedenis en werkte daarna in de wereld van kunst en cultuur. Ze werkte als docent aan de Universiteit Utrecht en gaf daar les in actuele Italiaanse Politiek, publiceerde artikelen over moderne kunst en werd wethouder in Houten. Hierna was ze zes jaar lang, tot 1 september 2007 burgemeester van Blaricum. Ton haalde de landelijke pers toen zij in mei 2006 op weg naar een raadsvergadering met te veel alcohol in haar bloed werd aangehouden. Ton zette zich tijdens haar burgemeesterschap in voor het bestrijden van huiselijk geweld. Ze moest werken in een bestuurlijk zeer moeilijke periode in haar gemeente waarin ze meerdere malen portefeuilles van vertrokken wethouders tijdelijk moest beheren door de instabiele politieke verhoudingen. Ton begon in 2010 als coach en zelfstandig mindfulness- en compassietrainer in Amsterdam.